# Alpine (informatica)
Alpine, è una riscrittura di Pine, acronimo di "Program for Internet News & Email"; è un client di posta elettronica creato dall'Università di Washington.
È un programma per leggere, inviare e-mail e newsletter, che visualizza solo il testo dei messaggi, ma consente di salvare gli allegati e successivamente leggerli con un altro programma.
Pur essendo basato su Pine, contrariamente ad esso, è un software libero distribuito sotto la licenza Apache.
La versione 1.00 di Alpine è stata pubblicata il 20 dicembre 2007.

## Funzioni
Alpine condivide molte funzioni comuni alle console a riga di comando, come una ricca dotazione di tasti funzione, usando la tastiera invece del mouse per fare tutto, dalla navigazione alle altre operazioni. A tutte le funzionalità di Alpine corrispondono dei tasti funzione. Web Alpine è la variante per l'utilizzo appoggiandosi solo un browser.
A differenza di altre applicazioni basate sulla console riservate ad utilizzatori esperti, che spesso richiedono agli utenti di modificare un file di configurazione, Alpine consente all'utente di modificare le opzioni di configurazione tutte all'interno del software. Questo fa di Alpine uno dei più semplici client e-mail basati su console.
Alpine supporta nativamente i protocolli IMAP, POP, SMTP e LDAP. Anche se non supporta la composizione di email in formato HTML, può visualizzare le e-mail che hanno solo il contenuto HTML come testo.

## Utilizzatori
Linus Torvalds utilizza Alpine come client di posta.
Le intestazioni e-mail lo confermano.

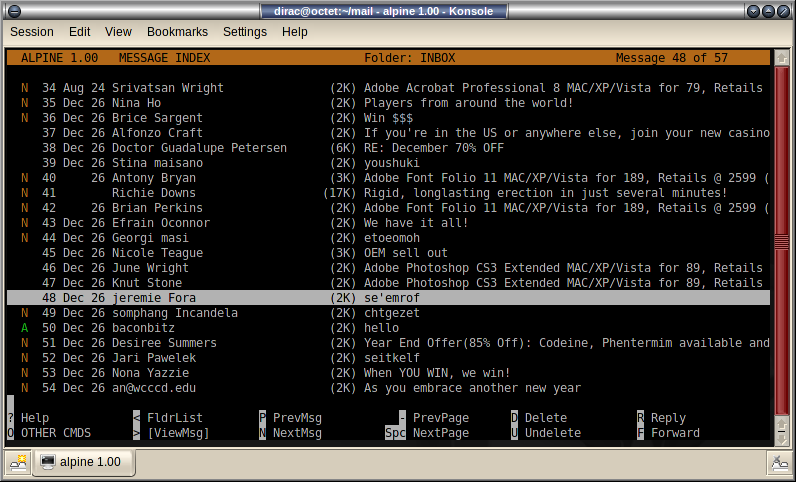
Alpine 1.00 in una Konsole su Gentoo Linux

## Sviluppo
IL 4 agosto 2008 il team di sviluppo di Alpine presso l'Università di Washington annuncia:
che dopo un'altra release, che incorpora Web Alpine 2.0, si vorrebbe "spostare il nostro sforzo di sviluppo diretto in più di una direzione e di operare un coordinamento per aiutare a integrare i contributi della comunità".
Questo è facilmente comprensibile dal fatto che il team di sviluppo presso l'Università non mantiene più Alpine e lascia lo sviluppo ad altri.
L'attuale alternativa è  re-alpine..